# My Scene
My Scene is een poppenlijn in 2002 geïntroduceerd door Mattel. De poppen zijn vergelijkbaar met Barbies maar zijn meer als tieners vormgegeven. De gezichten zijn wat boller en doen daardoor net wat kinderlijker aan dan de Barbie.
De verkoopstrategie is gebaseerd op het geven van een echte identiteit aan de poppen, middels webpagina's waarop korte animatiefilmpjes van de karakters te vinden zijn. De identiteit van de poppen wordt weliswaar nog enigszins tienerachtig neergezet, maar sluit toch aan op de belevingswereld die meegekregen wordt door film- en televisieseries over vrouwen, zoals Bridget Jones en de dames uit Sex and the City. De karakters 'leven' in New York, en de meisjespoppen houden zich voornamelijk bezig met hippe kleding, make-up, mobiel bellen en jongens.
Er zijn verschillende modellen uitgebracht, elk met een eigen naam.
- Meisjes: Chelsea, Barbie, Westley, Nolee, Delancey, Jai, Kenzie, Lindsay, Madison, Nia.
- Jongens: Hudson, River, Sutton, Ellis, Tyson, Ryan.